# ダヴォール・シューケル
ダヴォール・シューケル（Davor Šuker、1968年1月1日 - ）は、ユーゴスラビア・オシエク（現・クロアチア）出身の元サッカー選手。ポジションはFW。選手時代はサッカーユーゴスラビア代表、サッカークロアチア代表として選出されている。クロアチア代表としては最多の通算45得点を挙げている。2021年までクロアチアサッカー連盟会長を務めた。スーケルと表記されることもある。
シューケルの妹のクラウディアは、日本でも御馴染みの格闘家のミルコ・クロコップと結婚した。

## クラブ経歴
1982年にユーゴスラビアのクラブ・NKオシエクでキャリアをスタート。1989年にNKディナモ・ザグレブへ移籍。2年間でリーグ60試合に出場、34得点を記録した。ここでの活躍により、ユーゴスラビア代表に呼ばれる。
1991年、セビージャへと移籍。11月17日のエスパニョール戦にてデビューを果たす。移籍初年度は22試合で6ゴールだったものの、翌年には開幕戦でアルバセテ相手にハットトリックを記録するなど33試合で13ゴールを挙げた。1993-94シーズンはロマーリオに次ぐリーガ24得点を挙げた。1996年にレアル・マドリードへと移る。そのシーズンには3度のハットトリックを含む再び24ゴールを挙げ、リーグ優勝に貢献した。1998年にはクラブの約30年振りとなるUEFAチャンピオンズリーグ優勝に貢献したが、当時のレアル・マドリードはラウル・ゴンサレス、フェルナンド・モリエンテス、プレドラグ・ミヤトヴィッチらフォワードの選手層が厚く、なかなか出場機会を得られなかった事もあってイングランド・プレミアリーグへ活躍の場を求める。
1999-00シーズン、アーセナルへと移籍。8月22日のマンチェスター・ユナイテッド戦で途中出場という形でプレミアリーグデビューを飾り、アストン・ヴィラにてリーグ初得点を含む2ゴールを挙げた。2000年のUEFAカップ決勝では途中出場、PK戦まで縺れ込むも第1キッカーを務めたシューケルが失敗。その後、第3キッカーであるパトリック・ヴィエラも失敗し、ガラタサライに敗退してしまった。
翌シーズン、ウェストハム・ユナイテッドへと移り1年間プレー。2001年に名古屋グランパスが獲得に動いたが、ドイツ・ブンデスリーガのTSV1860ミュンヘンへ移籍。2003年に選手生活に終止符を打った。

## 代表経歴
1987年ワールドユースでは、全6試合6得点の活躍で優勝に大きく貢献した。1988年には、ソウルオリンピックに出場。1991年2月27日のトルコ戦でユーゴスラビア代表としてデビューし、1990年のワールドカップ・イタリア大会の代表メンバーにも選出された。
1992年にクロアチアが独立すると、シューケルもクロアチア代表として活躍する。内戦によりクラブチームこそ海外に移籍したものの、UEFA EURO '96では当時世界最高のゴールキーパーと言われたピーター・シュマイケルの頭上を越す鮮やかなループシュートを決めるなど3得点を挙げ、クロアチアをベスト8に押し上げた。
初のワールドカップ出場となった1998年のワールドカップ・フランス大会では、グループリーグ第2戦の日本代表戦での決勝ゴールを含む、大会得点王となる6得点を挙げクロアチアの3位入賞に貢献した。
2002年のワールドカップ・日韓大会にも出場しワールドカップ2大会連続出場を果たしたが、メキシコ代表1試合のみの出場に留まり(無得点)、チームもグループリーグ敗退に終わった。

## 引退後
引退後は、首都ザグレブでサッカースクール「ダヴォール・シューケル サッカーアカデミー」を発足させ、若手選手の成長を見守っていた。しかし、裕福な家庭の子供を相手にしたアカデミーはクロアチアの人に受け入れられず、現在は閉鎖している。
2012年7月5日、クロアチアサッカー連盟会長に就任。

## 代表歴

### 出場大会
- ユーゴスラビア代表
  - 1990 FIFAワールドカップ
- クロアチア代表
  - 1998 FIFAワールドカップ
  - 2002 FIFAワールドカップ

### 試合数
- 国際Aマッチ 2試合 1得点（ユーゴスラビア、1991年）[5]
- 国際Aマッチ 69試合 45得点（クロアチア、1990年-2002年）[5]

| ユーゴスラビア代表 | 国際Aマッチ | 国際Aマッチ |
| 年                 | 出場        | 得点        |
| ------------------ | ----------- | ----------- |
| 1991               | 2           | 1           |
| 通算               | 2           | 1           |

| クロアチア代表 | 国際Aマッチ | 国際Aマッチ |
| 年             | 出場        | 得点        |
| -------------- | ----------- | ----------- |
| 1990           | 1           | 0           |
| 1991           | 0           | 0           |
| 1992           | 1           | 2           |
| 1993           | 1           | 1           |
| 1994           | 5           | 5           |
| 1995           | 7           | 8           |
| 1996           | 10          | 6           |
| 1997           | 7           | 4           |
| 1998           | 13          | 12          |
| 1999           | 9           | 4           |
| 2000           | 4           | 0           |
| 2001           | 8           | 2           |
| 2002           | 3           | 1           |
| 通算           | 69          | 45          |

## 獲得タイトル
- フランス・ワールドカップ得点王
- ユーゴスラビア・リーグ得点王：1回 (1988-89)
- 20世紀の偉大なサッカー選手100人：67位 (1999)
- リーガ・エスパニョーラ優勝：1回 (1996-97)
- UEFAチャンピオンズリーグ優勝：1回 (1997-98)